# 雪原に燃ゆ
『雪原に燃ゆ』（せつげんにもゆ、伊: I leoni di Pietroburgo、英: The Lions of ST.Petersburg）は、1955年に公開されたイタリアの映画。ロビン・フッドの物語をモデルに、19世紀のロシアを描いた作品。監督はマリオ・シシリアーノ。出演はマーク・ダモンなど。

## キャスト
| 役名           | 俳優                 | 日本語吹替                           |
| 役名           | 俳優                 | TBS版                                |
| -------------- | -------------------- | ------------------------------------ |
| エルダ         | マーク・ダモン       | 井上真樹夫                           |
| アナスタシア   | エルナ・シュラ―      | 鈴木弘子                             |
| パヴェル       | ゲイリー・ウィルソン | 古谷徹                               |
| タミラ         | バーバラ・オニール   | 岡本茉利                             |
| コーリッツ大佐 | フランコ・ファレル   | 寺島幹夫                             |
| コロレンコ     |                      | 飯塚昭三                             |
| ジョール・パパ |                      | 大久保正信                           |
| グァニカ       |                      | 仁内建之                             |
| リゾ           |                      | 平林尚三                             |
| 軍曹           |                      | 加藤修                               |
| 農民女         |                      | 藤夏子                               |
|                |                      |                                      |
| 演出           | 演出                 | 山田悦司                             |
| 翻訳           |                      |                                      |
| 効果           | 効果                 | PAG                                  |
| 調整           | 調整                 | 杉原日出弥                           |
| 制作           | 制作                 | トランスグローバル                   |
| 解説           |                      |                                      |
| 初回放送       | 初回放送             | 1977年3月 『日曜招待席』 16:00-17:25 |

## スタッフ
- 監督・製作：マリオ・シチリアーノ
- 脚本：マリオ・シチリアーノ、ピエロ・レニョーリ、ステファン・トパルジコフ
- 撮影：ジノ・サンティーニ
- 編集：ジャンカルラ・フスコ
- 音楽：ジャンフランコ・プレニツィオ